# Kudumatse
Kudumatse est une localité du Botswana, dans le District central au nord-est du pays, dans le sous-district de Mahalapye. 
Il comptait 1 339 habitants lors du recensement de 2001 et 2 030 habitants lors de celui de 2011.